# Тамара Мухранська
Тамара Мухрані (груз. თამარი; пом.. 1683) — грузинська княгиня, яка була одружена послідовно з трьома правителями західної Грузії: Леваном III Дадіані, князем Мінгрелії, з царем Імереті Багратом V Сліпим і з Георгієм III Гурієлі, князем Гурії. Шлюби Тамари були частиною політичних інтриг і супутніх їм обмінів дружинами, характерних для грузинської історії того часу.

## Походження і перший шлюб
Тамара була дочкою Костянтина I, князя Мухранського, і його дружини Дареджан, дочки князя Гуана Абашидзе. Таким чином, вона була племінницею Вахтанга V Шахнаваза, царя Картлі в східній Грузії. Як очевидці, такі як французький мандрівник Жан Шарден, так і історики, як царевич XVIII століття Вахушти Багратіоні, характеризували Тамару як винятково красиву, а також пристрасну і спокусливу жінку.
Перший шлюб Тамари був результатом військового походу її дядька Вахтанга V на західні грузинські держави, в ході якого в 1661 році він замінив царя Імереті Баграта V Сліпого своїм власним сином Арчілом II, а Вамеха III Дадіані, князя Мінгрелії, своїм протеже Леваном III Дадіані. Леван III отримав Тамару в дружини, але незабаром подружжя віддалилися один від одного. Хоча Леван був закоханий у дружину, ні він, ні Тамара не були вірними одне одному.

## Другий шлюб
Шлюб з Леваном III був розірваний після того, як авантюрний напад Левана III на Баграта V після його відновлення на престолі в Імереті в 1663 році, закінчився катастрофою для нього. Леван III був схоплений і ув'язнений в імеретинській столиці, Кутаїсі. Баграт V, раніше осліплений своєю владною мачухою Дареджан, був одружений зі старшою сестрою Тамари Татією. Відбулася ціла низка інтриг. Імеретинській придворні змусили сестру Баграта V, Тінатін, спокусити і одружити з собою полоненого мінгрельского князя Левана III, а Баграта V переконали відмовитися від Татії і одружитися з красивішою Тамарою.
Симон, католикос Імеретинської церкви, дав два розлучення в один день. Леван III був звільнений, але залишався закоханим в Тамару, і його ворожнеча з Багратом V досягла непримиренного характеру. 1678 року син Вахтанга Арчіл II знову вигнав Баграта V з Кутаїсі, змусивши Тамару втікати до замку Сканде, де вона була схоплена і вислана назад до Левана III в Мінгрелию.
Наступного року Баграт V відвоював Імереті у османських військ, потім здійснив набіг на Мінгрелію і повернув дружину. Попри це, Баграт V змушений був терпіти зради Тамари. Француз Жан Шарден, який обідав з Тамарою в Кутаїсі в 1670 році, був вражений її кричущим романом з єпископом Гелатським. Сам Баграт V жартував Шардену, що в Імереті у кожного єпископа було дев'ять дружин, «не рахуючи тих, що були у його сусідів».

## Третій шлюб і смерть
У Баграта V і Тамари було троє дітей: син і дві дочки. Одна з цих дочок, Дареджан, була видана за Георгія III Гуріелі, нового князя Гурії, який приглядався і до Тамари, і до трону Імереті. За словами князя Вахушти Багратіоні, Георгій III був «буркотливим, безбожним, кровожерливим і нещадним работорговцем». Коли Баграт V помер в 1681 році, Георгій Гуріелі захопив імеретинський престол, розлучився з Дареджан і одружився з власною тещею, вдовуючою царицею Тамарою.
Тамара померла через два роки, ймовірно, при пологах, а Георгія, ненависного імеретинцям, повалили й убили при спробі відвоювати Кутаїсі в 1684 році.